# Abel Alonso
Abel Alonso Sopelana (Bilbao, 1 de enero de 1935-Santiago de Chile, 1 de septiembre de 2024) fue un empresario español nacionalizado chileno, dirigente del fútbol de este país. Fue presidente de la Federación de Fútbol de Chile y de la Asociación Nacional de Fútbol Profesional (ANFP) en dos periodos. Nacido en España, emigró a Chile a causa de la Guerra civil española.

## Biografía
Nacido en Bilbao, su padre fue prisionero durante siete años bajo la Dictadura de Francisco Franco. Tras su liberación de la cárcel, su familia escapa del país, y en 1951 se radican en Santiago de Chile, dedicándose a la fabricación de zapatos, llegando a convertirse su fábrica en una de las más importantes de Chile.

## Vida pública
Simultáneamente, se vinculó al Club Deportivo Unión Española, convirtiéndose en presidente del club. Bajo su gestión se llevó a cabo una importante inversión, lo que le permitió al equipo ganar los torneos de 1973, 1975, 1977, hacerse con el subcampeonato en 1972, y el subcampeonato de la Copa Libertadores 1975.
Alcanzó dos veces la presidencia de la ANFP; entre 1979-1982, cuando la selección chilena clasificó al Mundial de España, y entre 1989-1993. Durante su segunda presidencia en la ANFP tuvo lugar la Copa América 1991.